# Internet Explorer 2
Internet Explorer 2 è un web browser grafico rilasciato da Microsoft il 27 novembre 1995 per Windows 95, il 23 aprile 1996 per Apple Mac OS, e il 30 aprile 1996 per Windows 3.1 e Windows NT.
Era incluso in Windows 95 OSR1 e NT 4.0, e veniva anche venduto nell'Internet Starter Kit.
Mancavano ancora molte funzionalità che sarebbero divenute comuni nelle versioni successive di Internet Explorer, tra cui la "e" blu nel logo, l'integrazione in Esplora risorse, e i programmi integrati. La sua quota di mercato era molto più bassa rispetto a quella di Netscape Navigator.
In agosto 1996, venne sostituito da Microsoft Internet Explorer 3, che includeva ingenti modifiche rispetto alla versione precedente. Oggi, il download di Internet Explorer 2 non è più disponibile da Microsoft; il supporto per Internet Explorer 2.0 è finito il 31 dicembre 2001, lo stesso giorno di Windows 95 e di altre versioni di Windows.

## Funzioni
Internet Explorer 2 introdusse alcune funzionalità nuove o migliorate:
- protocollo Secure Socket Layer (SSL)[2][3]
- cookie HTTP[3]
- Virtual Reality Modeling Language (VRML)[3]
- news client e client di posta elettronica integrati[2][4]
  - supporto a SMTP e POP
  - newsgroup (NNTP)[4]
  - controllo ortografico[2]
  - gestione automatica della posta (filtro)[2]
  - MIME[2]
  - MAPI[2]
- supporto a JavaScript (da Internet Explorer 2.5)[5][6]
- HTML3[2]
  - tabelle HTML[2]
  - supporto agli elementi frame HTML[5]
  - tag non standard come per l'audio di sottofondo (bgsound) o per il tipo di carattere del testo[7]
- algoritmo RSA per la crittografia delle chiavi pubbliche;[8]
- stack di rete PPP[2]
- supporto al drag and drop mediante la tecnologia OLE[2]
- importazione dei preferiti da Netscape[7]

Nel maggio del 1996, FTP Software annunciò di voler fornire a Microsoft varie tecnologie per Internet Explorer 2.0 per Windows 3.1, tra cui una rete PPP e un client di posta elettronica a 16 bit.
Molte funzionalità si sarebbero presto rivelate fondamentali (come i cookie), mentre altre come il client e-mail integrato vennero rimosse nelle versioni successive poiché non pertinenti e meglio coperte da software dedicato come Outlook.

## Versioni

### Versioni per Windows
Versione di test
| Versione | Versione estesa | Tipo di architettura | Pubblicato il | Nuove funzionalità                                                          | Fornito con          | Supporta                      |
| -------- | --------------- | -------------------- | ------------- | --------------------------------------------------------------------------- | -------------------- | ----------------------------- |
| 2.0 beta |                 | 32 bit               | 10-95         | Supporto delle tabelle HTML e di altri elementi.                            |                      |                               |
| 2.0      | 4.40.520        | 32 bit               | 27-11-95      | SSL, cookie, VRML, newsgroup.                                               | Internet Starter Kit | Windows 95                    |
| 2.0      |                 | 32 bit               | 14-02-96      | SSL, cookie, VRML, newsgroup.                                               | Windows 95 OSR1      | Windows 95                    |
| 2.0      | 4.40.1381.1     | 32 bit               | 31-07-96      | SSL, cookie, VRML, newsgroup.                                               | Windows NT 4.0       | Windows 95, NT 4.0            |
| 2.0      |                 | 16 bit               | 30-04-96      | SSL, cookie, VRML, newsgroup.                                               |                      | Windows 3.1x, NT 3.1, NT 3.5x |
| 2.01     |                 | 16 bit               |               |                                                                             |                      | Windows 3.1x, NT 3.1, NT 3.5x |
| 2.1      |                 | 16 bit               |               | Supporto a frame e tabelle complesse.                                       |                      | Windows 3.1x, NT 3.1, NT 3.5x |
| 2.5      |                 | 16 bit               |               | Supporto a JavaScript. Ultima versione per Windows NT 3.1 e Windows NT 3.5. |                      | Windows 3.1x, NT 3.1, NT 3.5x |

1. ↑  Fino a Internet Explorer 4, i numeri di versione di Internet Explorer non corrispondono alle versioni effettive del browser: ciò è dovuto al fatto che Internet Explorer 1 era incluso nel pacchetto Microsoft Plus!, il quale utilizzava il numero di versione di Windows. Così, Internet Explorer 1 era identificato con il numero di versione 4.40, perché Windows 95 era la versione 4 di Microsoft Windows.

La versione 2 di Internet Explorer fu rilasciata in beta nell'ottobre 1995, solo due mesi dopo l'uscita della versione 1 in Microsoft Plus! per Windows 95.
Il 27 novembre 1995 fu rilasciata la versione finale a 32 bit per Windows 95. Era inizialmente disponibile in dodici lingue, che poi vennero allargate a 24 per Windows 95 e a 20 per Windows 3.1.
Successivamente, Internet Explorer 2 venne incluso all'inizio del 1996 in Windows 95 OSR1 e nell'"Internet Starter Kit per Windows 95" (che al prezzo di 19,95 $, circa 30.500 lire, forniva anche una guida cartacea e 30 giorni di accesso ad Internet su The Microsoft Network), e nel luglio 1996 in Windows NT 4.0.
La versione 2.0i supportava le codifiche di caratteri a doppio byte per il supporto ai caratteri cinesi, giapponesi e coreani nelle pagine Web.

### Versioni per Macintosh
Versione di test
| Versione | Pubblicato il   | Nuove funzionalità       |
| -------- | --------------- | ------------------------ |
| 2.0 beta | 23 gennaio 1996 | Solo per PowerPC.        |
| 2.0      | 23 aprile 1996  | Aggiunto supporto a 68k. |
| 2.0.1    | maggio 1996     |                          |
| 2.1 beta | luglio 1996     |                          |
| 2.1      | settembre 1996  | Supporto a NPAPI.        |

La versione beta per PowerPC uscì nel gennaio 1996.
La versione finale fu rilasciata tre mesi dopo, il 23 aprile 1996, per System 7.0.1 o superiore (PowerPC e 68k). Era disponibile in 9 lingue.
La versione 2.1 uscì nel settembre 1996, lo stesso periodo in cui la versione 2 per Windows venne rimpiazzata da Internet Explorer 3.
La versione per Macintosh, in particolare la versione 2.1, era apprezzata rispetto a Netscape Navigator per essere parca di risorse e per le nuove funzioni: supportava l'incorporamento di un certo numero di formati multimediali nelle pagine Web, tra cui i formati video AVI e QuickTime, e i formati audio AIFF, MIDI e WAV. La versione 2.1 corresse dei bug, migliorò la stabilità, e aggiunse il supporto per l'architettura NPAPI (in anticipo rispetto alla versione per Windows) e per QuickTime VR. AOL 3.0 per Macintosh usava il motore di rendering di Internet Explorer 2.1 nel suo browser Web incorporato.

## La concorrenza con Netscape Navigator
Il 7 dicembre 1995, Bill Gates dichiarò che avrebbe incluso Internet Explorer 2 direttamente nel successivo Windows 95 OSR1, oltre a venderlo con Microsoft Plus!, con il chiaro intento di porre fine alla leadership di Netscape. Internet Explorer 2 replicava molte delle funzionalità di Netscape Navigator, e consentiva di importare i preferiti da esso.
Nonostante ciò, la quota di mercato di Internet Explorer 2 arrivò solo fino a circa il 3-10%.
Internet Explorer avrebbe incominciato a dominare il mercato dei browser Web solo a partire dalla versione 3, imponendo a sua volta i propri standard proprio come aveva fatto fino ad allora Netscape Navigator, come testimoniato dalle parole di Jack Weber:
(Jack Weber, MacUser, settembre 1996)